# Bububu-järnvägen
Bububu-järnvägen var Zanzibars första och enda järnväg, byggd 1904 av det amerikanska bolaget Arnold Cheney & Co. på uppdrag av den zanzibariska regeringen (Zanzibar var ett vid den tiden ett brittiskt protektorat med begränsad självständighet).
Järnvägen sträckte sig omkring en och en halv mil från staden Zanzibar till Bububu. Tågen drogs av ett ånglok.
Passagerartrafiken på järnvägen upphörde 1922, när vägnätet på ön hade förbättrats och bilar börjat bli vanliga. 1930 upphörde även godstrafiken.